# Immanuel Kant
Immanuel Kant (alemão: [ɪˈmaːnu̯eːl ˈkant]; Königsberg, 22 de abril de 1724 – 12 de fevereiro de 1804) ou Emanuel Kant, foi um filósofo alemão (nativo do Reino da Prússia) e um dos principais pensadores do Iluminismo. Seus abrangentes e sistemáticos trabalhos em epistemologia, metafísica, ética e estética tornaram-no uma das figuras mais influentes da filosofia ocidental moderna.
Em sua doutrina do idealismo transcendental, Kant argumentou que o espaço e o tempo são meras "formas de intuição" que estruturam toda a experiência e que os objetos da experiência são meras "aparências". A natureza das coisas como elas são em si mesmas é incognoscível para nós. Em uma tentativa de contrariar o ceticismo, ele escreveu a Crítica da Razão Pura (1781/1787), sua obra mais conhecida. Kant traçou um paralelo com a revolução copernicana em sua proposta de pensar os objetos dos sentidos em conformidade com nossas formas espaciais e temporais de intuição e as categorias de nosso entendimento, de modo que tenhamos conhecimento a priori desses objetos.
Kant acreditava que a razão também é a fonte da moralidade e que a estética surge de uma faculdade de julgamento desinteressado. Ele foi um expoente da ideia de que a paz perpétua poderia ser assegurada por meio da democracia universal e da cooperação internacional, e que talvez este pudesse ser o estágio culminante da história mundial.
A natureza das visões religiosas de Kant continua a ser objeto de disputa acadêmica. Também controversos são os pontos de vista de Kant sobre raça. Ele defendeu o racismo científico durante grande parte de sua carreira, mas mudou seus pontos de vista sobre raça na última década de sua vida.
Kant também publicou importantes obras sobre ética, religião, direito, estética, astronomia e história durante sua vida. Estes incluem a História Natural Universal (1755), a Crítica da Razão Prática (1788), a Crítica do Poder de Julgamento (1790), a Religião nos Limites da Simples Razão (1793) e a Metafísica dos Costumes (1797).

## Biografia

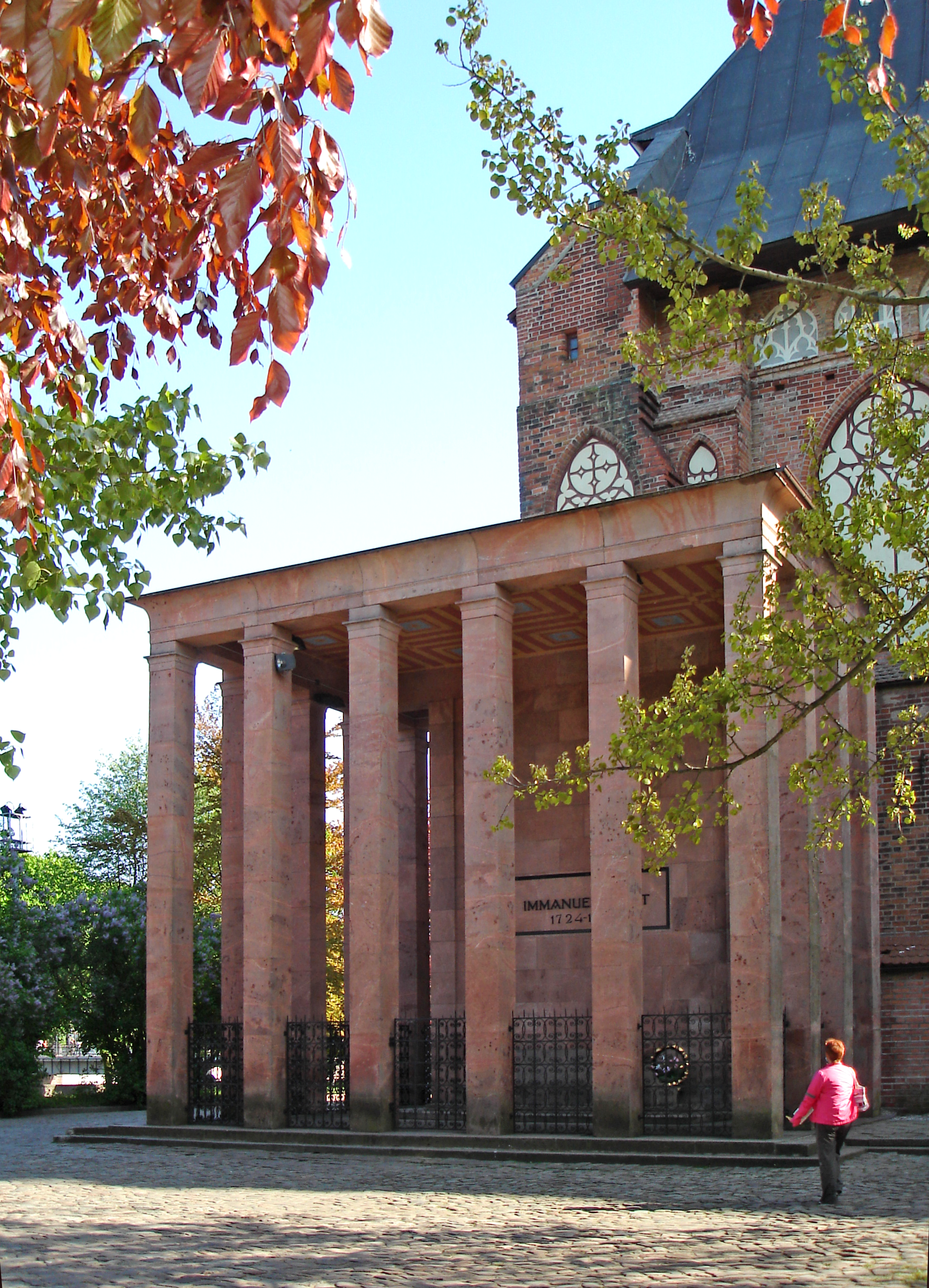
Túmulo de Immanuel Kant em Kaliningrado (antiga Königsberg)

Kant nasceu, viveu e morreu em Königsberg (atual Kaliningrado), na altura pertencente ao Reino da Prússia. Foi o quarto dos nove filhos de Johann Georg Kant, um artesão fabricante de correias (componente das carroças de então) e da mulher Regina. Nascido numa família protestante (luterana), teve uma educação austera numa escola pietista, que frequentou graças à intervenção de um pastor. Acreditava em Deus e nos fenômenos espirituais, conforme declara em sua Obra de 1766, Sonhos de um Espírito-Vidente (Träume eines Geistersehers): "[...] embora eu duvide de alguma [das histórias de fantasmas], tenho certa fé na totalidade delas tomadas em conjunto." Contudo, tornou-se muito cético relativamente à religião organizada na sua vida adulta.[carece de fontes?]
Passou grande parte da adolescência como estudante - sólido, mas não espetacular, preferindo o bilhar ao estudo. Tinha a convicção curiosa de que uma pessoa não podia ter uma direção firme na vida enquanto não atingisse os 39 anos. Com essa idade, era apenas um metafísico menor numa universidade prussiana, mas foi então que uma breve crise existencial o assomou. Pode argumentar-se que teve influência na posterior direção.
Foi um competente professor universitário durante quase toda a vida, mas nada do que fez antes dos 50 anos lhe garantiria qualquer reputação histórica. Viveu uma vida extremamente regulada: era acordado todos os dias às 5h00 da manhã por seu criado Martin Lampe e o passeio que fazia às 15h30 todas as tardes era tão pontual que as mulheres domésticas das redondezas podiam acertar os relógios por ele.
Kant nunca deixou a Prússia e raramente saiu da cidade natal. Apesar da reputação que ganhou, era considerado uma pessoa muito sociável: recebia convidados para jantar com regularidade, insistindo que a companhia era boa para a constituição física.
Por volta de 1770, com 46 anos, Kant leu a obra do filósofo escocês David Hume. Hume é por muitos considerado um empirista ou um cético; outros autores o classificam como um naturalista.[carece de fontes?]
Kant sentiu-se profundamente inquietado. Achava o argumento de Hume irrefutável, mas as conclusões inaceitáveis. Durante dez anos não publicou nada e, em 1781, publicou a Crítica da Razão Pura, um dos livros mais importantes e influentes da filosofia moderna.[carece de fontes?]
Nesse livro, ele desenvolveu a noção de um argumento transcendental para mostrar que, em suma, apesar de não podermos saber necessariamente verdades sobre o mundo "como ele é em si", estamos forçados a percepcionar e a pensar acerca do mundo de certas formas: podemos saber com certeza um grande número de coisas sobre "o mundo como ele nos aparece". Por exemplo, que cada evento estará causalmente conectado com outros, que aparições no espaço e no tempo obedecem a leis da geometria, da aritmética, da física, etc.[carece de fontes?]
Nos cerca de vinte anos seguintes, até a morte em 1804, a produção de Kant foi incessante. O seu edifício da filosofia crítica foi completado com a Crítica da Razão Prática, que lidava com a moralidade de forma similar ao modo como a primeira crítica lidava com o conhecimento; e a Crítica do Julgamento, que lidava com os vários usos dos nossos poderes mentais, que não conferem conhecimento factual e nem nos obrigam a agir: o julgamento estético (do Belo e Sublime) e julgamento teleológico (Construção de Coisas Como Tendo "Fins"). Como Kant os entendeu, o julgamento estético e teleológico conectam os nossos julgamentos morais e empíricos um ao outro, unificando o seu sistema. [carece de fontes?]
Uma das obras, em particular, atinge hoje em dia grande destaque entre os estudiosos da filosofia moral. "A Fundamentação da Metafísica dos Costumes" é considerada por muitos filósofos a mais importante obra já escrita sobre a moral. É nesta obra que o filósofo delimita as funções da ação moralmente fundamentada e apresenta conceitos como o Imperativo categórico e a Boa vontade. [carece de fontes?]
Os trabalhos de Kant são a sustentação e ponto de início da moderna filosofia alemã; como diz Georg Wilhelm Friedrich Hegel, frutificou com força e riqueza só comparáveis à do socratismo na história da filosofia grega. Johann Gottlieb Fichte, Hegel, Friedrich Wilhelm Joseph von Schelling, e Arthur Schopenhauer, para indicar apenas os maiores, inscrevem-se na linhagem desse pensamento que representa uma etapa decisiva na história da filosofia e que continua a dar frutos.
Kant escreveu alguns ensaios medianamente populares sobre história, política e a aplicação da filosofia à vida. Quando morreu, estava a trabalhar numa projetada "quarta crítica", por ter chegado à conclusão de que seu sistema estava incompleto; este manuscrito foi então publicado como Opus Postumum. Morreu em 12 de fevereiro de 1804 na mesma cidade em que nasceu e permaneceu durante toda sua vida. Encontra-se sepultado no Cemitério do Caliningrado, Caliningrado, Oblast de Kaliningrado na Rússia.

## Contexto

### Kant e a Revolução Francesa

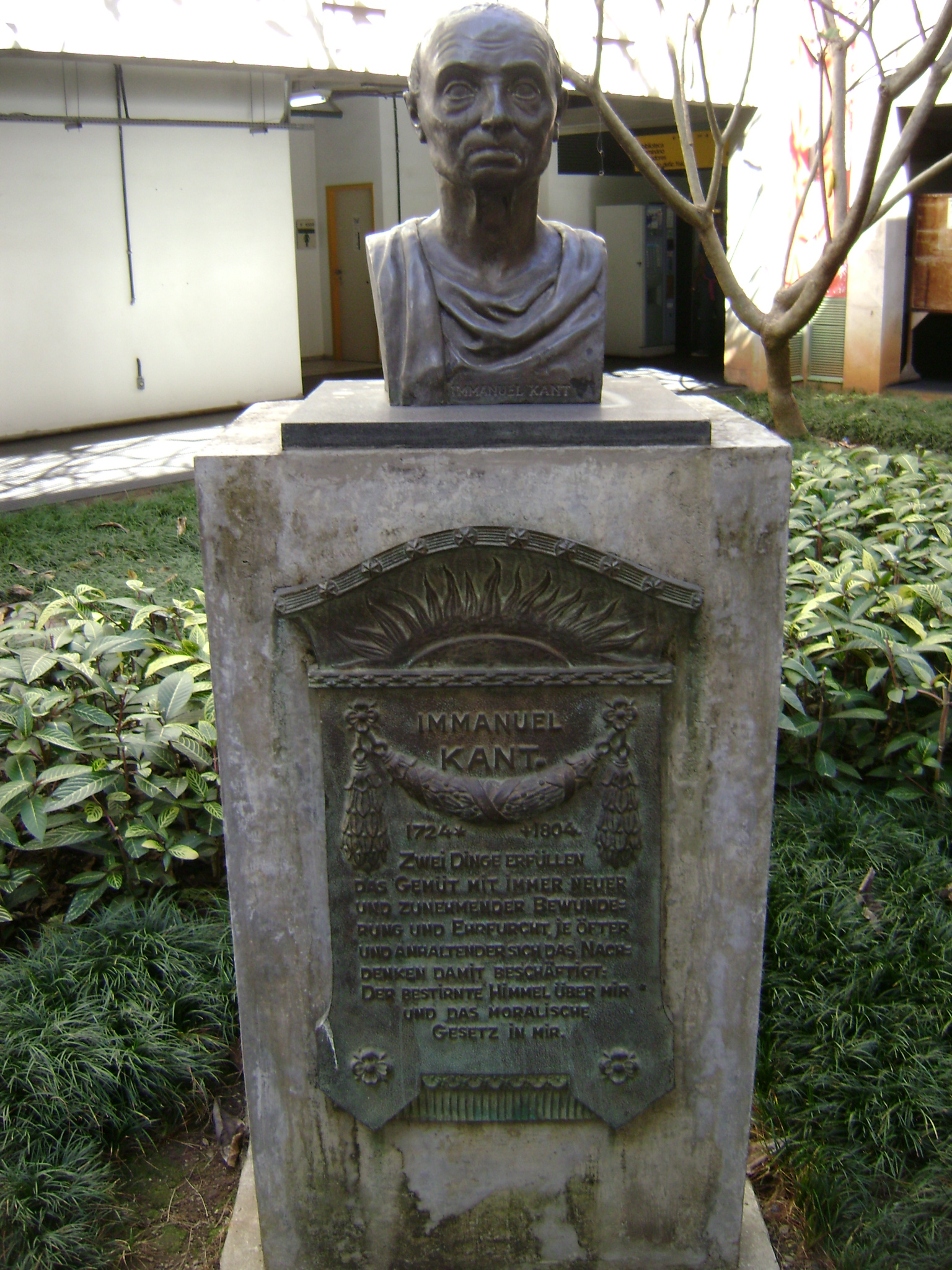
Estátua de Immanuel Kant na Faculdade de Filosofia e Ciências Humanas da UFMG

Em 1784, no seu ensaio "Uma resposta à questão: o que é o Iluminismo?", Kant visava vários grupos que tinham levado o racionalismo longe demais: os metafísicos que pretendiam tudo compreender acerca de Deus e da imortalidade; os cientistas que presumiam nos seus resultados a mais profunda e exacta descrição da natureza; os cépticos que diziam que a crença em Deus, na liberdade, e na imortalidade, eram irracionais.
Kant mantinha-se no entanto optimista, começando por ver na Revolução Francesa uma tentativa de instaurar o domínio da razão e da liberdade. Toda a Europa do iluminismo contemplava então fascinada os acontecimentos revolucionários em França.
A Revolução Francesa, no entanto, foi um marco de viragem, também na filosofia de Kant. Observando a evolução e as realizações práticas, Kant volta a reflectir sobre a prometida razão e liberdade.
No plano religioso, em 1792, Kant, ao escrever a obra Der Sieg des guten Prinzips über das böse und die Gründung eines Reichs Gottes auf Erden (A vitória do princípio bom sobre o princípio mau e a constituição de um reino de Deus sobre a terra), afirma ainda cheio de optimismo: "A passagem gradual da fé eclesiástica ao domínio exclusivo da pura fé religiosa constitui a aproximação do reino de Deus".
Nessa obra, o "reino de Deus" anunciado nos Evangelhos recebia como que uma nova definição e uma nova presença: a revolução podia apressar a passagem da fé eclesiástica à fé racional; onde chegasse a Revolução a "fé eclesiástica" seria superada e substituída pela "fé religiosa", ou seja, pela "mera fé racional."
Em 1795, no livro Das Ende aller Dinge ("O fim de todas as coisas"), a perspectiva é já completamente diferente. Kant toma agora em consideração a possibilidade de que, a par do fim natural de todas as coisas, se verifique também um fim contrário à natureza, perverso:
Se acontecesse um dia chegar o cristianismo a não ser mais digno de amor, então o pensamento dominante dos homens deveria tomar a forma de rejeição e de oposição contra ele; e o anticristo [...] inauguraria o seu regime, mesmo que breve (baseado presumivelmente sobre o medo e o egoísmo). Em seguida, porém, visto que o cristianismo, embora destinado a ser a religião universal, de facto não teria sido ajudado pelo destino a sê-lo, poderia verificar-se, sob o aspecto moral, o fim (perverso) de todas as coisas.
Face à violência inaudita da Revolução Francesa, e ao novo tipo de autoritarismo que se firmava nas "Luzes" da razão, Kant vai também reflectir acerca dos seus conceitos políticos.

## Pensamento

### Criticismo

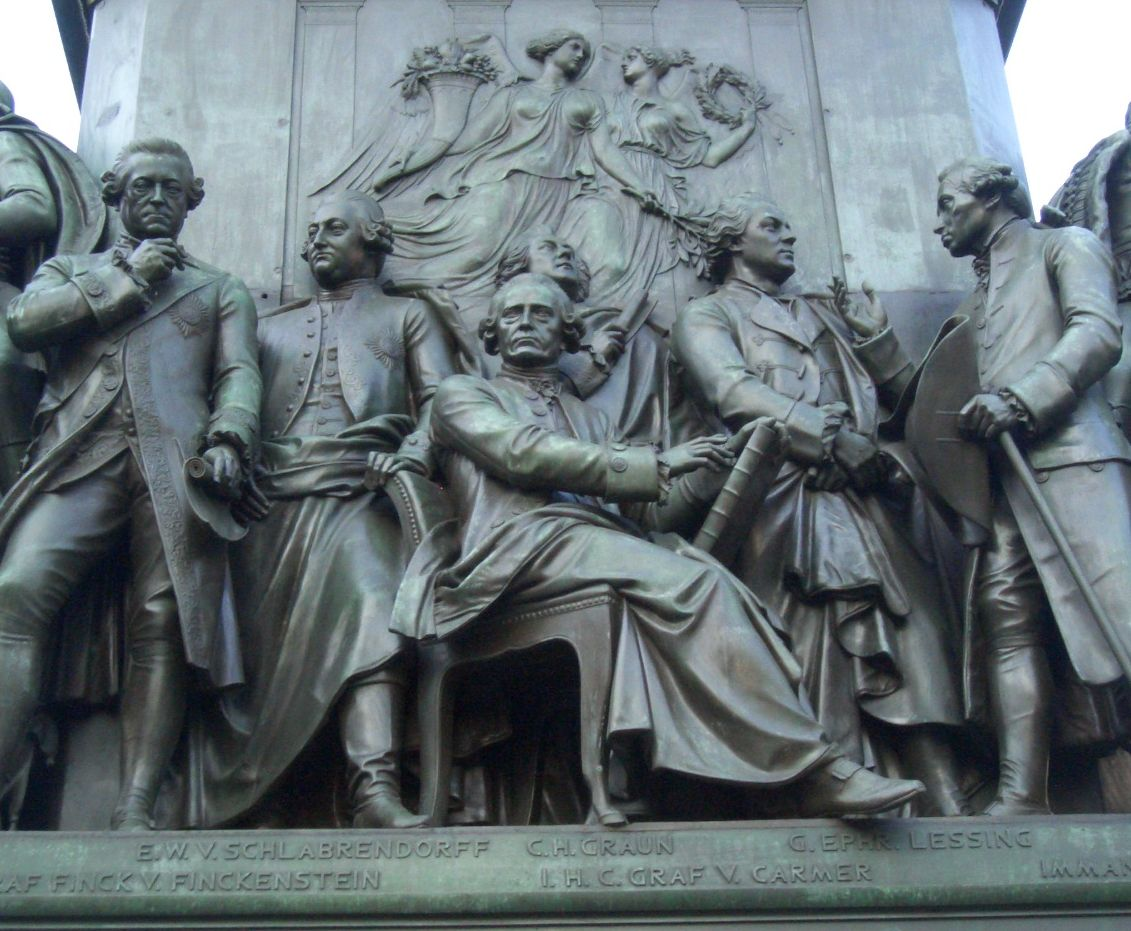
Heróis da Paz
Kant esculpido em estátua equestre

O "criticismo" kantiano parte na confluência do racionalismo, do empirismo inglês (David Hume) e a ciência física-matemática de Isaac Newton. Seu caminho histórico está assinalado pelo governo de Frederico II, a independência americana e a Revolução Francesa.
As questões de partida do kantismo são o problema do conhecimento, e a ciência, tal como existe. A ciência se arranja de juízos que podem ser analíticos e sintéticos. Nos primeiros (o quadrado tem quatro lados e quatro ângulos internos), fundados no princípio de identidade, o predicado aponta um atributo contido no sujeito. Tais juízos independem da experiência, são universais e necessários. Os sintéticos, a posteriori resultam da experiência e sobrepõem ao sujeito no predicado um atributo que nele não se acha previamente contido (o calor dilata os corpos), sendo, por isso, privados e incertos.[carece de fontes?]
Uma indagação iminente que o levara à sintetização do pensar: Que juízos constituem a ciência físico matemática?
Caso fossem analíticos, a ciência sempre diria o mesmo (e não é assim), e, se fossem sintéticos um hábito sem fundamento (o calor dilata os corpos porque costuma dilatá-los). Os juízos da ciência devem ser, ao mesmo tempo, a priori, quer dizer, universais e necessários, e sintéticos objetivos, fundados na experiência. Trata-se pois, de saber como são possíveis os juízos sintéticos a priori na matemática e na física ("Estética transcendental" e "Analítica transcendental"), e se são possíveis na metafísica ("Dialética transcendental", partes da Crítica da razão pura).[carece de fontes?]
Para os juízos sintéticos a priori são admissíveis na matemática porque essa ciência se fundamenta no espaço e no tempo, formas a priori da sensibilidade, intuições puras e não conceitos de coisas como objetos. O espaço é a priori, não deriva da experiência, mas é sua condição de possibilidade. Podemos pensar o espaço sem coisas, mas não coisa sem espaço. O espaço é o objeto de intuição e não conceito, pois não podemos ter intuição do objeto de um conceito (pedra, carro, cavalo, etc.), gênero ou espécie. Ora, o espaço não é nem uma coisa nem outra, e só há um espaço (o nada, referindo ao espaço).[carece de fontes?]
Na apresentação transcendental do espaço, Kant determina as condições subjetivas ou transcendentais da objetividade. Se o conhecimento é relação, ou relacionamento (do sujeito com o objeto), não, pode conhecer as coisas "em si", mas "para nós".[carece de fontes?]
A geometria pura, quando aplicada, coincide totalmente com a experiência, porque o espaço é a forma a priori da sensibilidade externa. O tempo é, também, a priori. Podemos concebê-lo sem acontecimentos, internos ou externos, mas não podemos conceber os acontecimentos fora do tempo. Objeto de intuição, não pode ser conceito. Forma vazia, intuição pura, torna possíveis por exemplo os juízos sintéticos a priori na aritmética, cujas operações (soma, subtração, etc.), ocorrendo sucessivamente, o pressupõem. O tempo é, pois, a forma a priori da sensibilidade interna e externa.[carece de fontes?]
Esse privilégio explica a compenetração da geometria e da aritmética. A geometria analítica (Descartes) permite reduzir as figuras a equações e vice-versa. O cálculo infinitesimal (Leibniz) arremata essa compenetração definindo a lei de desenvolvimento de um ponto em qualquer direção do espaço. A matemática é pois, um conjunto de leis a priori, que coincidem com a experiência e a tornam cognoscível.[carece de fontes?]
As condições de possibilidade do conhecimento sensível são, portanto, as formas a priori da sensibilidade. Não existe a "coisa em si". Se existisse não se poderia a conhecer enquanto tal, e nada se poderia dizer a seu respeito. Só é possível conhecer coisas extensas no espaço e sucessivas no tempo, enquanto se manifestam, ou aparecem, ou seja, fenômenos.[carece de fontes?]
Na "analítica transcendental", Kant analisa a possibilidade dos juízos sintéticos a priori na física. Compreendemos que a natureza é regida por leis matemáticas que ordenam com rigor o comportamento das coisas (o que permite ciências como engenharia, etc., serem possíveis o determinismo com certa regularidade). Não há como saber das coisas com apenas percepções sensíveis, impressões. Há um conhecimento a priori da natureza. A função principal dos juízos da natureza. Ora, a função principal dos juízos é pôr, colocar a realidade e, em seguida, determiná-la. As diversas formas do juízo deverão, portanto, conter as diversas formas da realidade.[carece de fontes?]
Essa formas estão estudadas desde Aristóteles, que as classifica de acordo com a quantidade, a qualidade, a relação e a modalidade. Na "Dedução transcendental" das categorias, Kant volta a classificação aristotélica, dando-lhe novo sentido. Assim, à quantidade, correspondem a unidade, a pluralidade e a totalidade; à qualidade, a essência, a negação e a limitação; à relação, a substância, a causalidade e a ação recíproca; à modalidade, a possibilidade, a existência e a necessidade.[carece de fontes?]
Tais categorias são as condições de possibilidade dos juízos sintéticos a priori em física. As condições do conhecimento são, enfim, como se acabe de ver, as condições prévias da objetividade. A ciência da natureza postula a existência de objetos, sua consistência e as relações de causa e efeito. Se as categorias universais, particulares e contingentes, devem proceder de nós mesmos, de nosso entendimento.[carece de fontes?]
Em tal descoberta consiste a "inversão copernicana", realizada por Kant. Não é o objeto que determina o sujeito, mas o sujeito que determina o objeto. As categorias são conceitos, todavia, puros, a priori, anteriores à experiência e que, por isso, a tornam possível. Em suma, o objeto só se torna cognoscível na medida em que o sujeito que determina o objeto. Em suma, o objeto só se torna cognoscível na medida em que o sujeito cognoscente o reveste das condições de cognoscibilidade.
Na "dialética transcendental", finalmente Kant examina a possibilidade dos juízos sintéticos a priori na metafísica. A "coisa em si" (alma, Deus, essência do cosmos, etc.), não nos é dada em experiência alguma. Ora, como chega a razão a formar esses objetos? Sintetizando além da experiência, fazendo a síntese das sínteses, porque aspira ao infinito, ao incondicionado, ao absoluto. Nas célebres, "antinomias", Kant mostra que a razão pura demonstra, "indiferentemente", a finitude e a infinitude do universo, a liberdade e o determinismo, a existência e a inexistência de Deus. Ultrapassando os limites da experiência, aplica arbitrariamente as categorias e pretende conhecer o incognoscível. A metafísica é impossível como ciência, pois não se pode chegar mais, além disso.[carece de fontes?]

## A menoridade humana
Kant define a palavra esclarecimento como a saída do homem de sua menoridade. Segundo esse pensador, o homem é responsável por sua saída da menoridade. Kant define essa menoridade como a incapacidade do homem de fazer uso do seu próprio entendimento autonomamente, ou seja, sem a tutela de uma razão alheia.[carece de fontes?]
A permanência do homem na menoridade se deve ao fato de ele não ousar pensar. A covardia e a preguiça são as causas que levam os homens a permanecerem na menoridade. Um outro motivo é o comodismo. É bastante cômodo permanecer na área de conforto. É cômodo que existam pessoas e objetos que pensem e façam tudo e tomem decisões em nosso lugar. É mais fácil que alguém o faça, do que fazer determinado esforço, pois já existem outros que podem fazer por mim. Os homens quando permanecem na menoridade, são incapazes de fazer uso das próprias pernas, são incapazes de tomar suas próprias decisões e fazer suas próprias escolhas.[carece de fontes?]
Em seu texto "Resposta à pergunta: o que é esclarecimento?", Kant sintetiza seu otimismo iluminista em relação à possibilidade de o homem seguir por sua própria razão, sem deixar enganar pelas crenças, tradições e opiniões alheias. Nele, descreve o processo de ilustração como sendo "a saída do homem de sua menoridade", ou seja, um momento em que o ser humano, como uma criança que cresce e amadurece, se torna consciente da força e inteligência para fundamentar, sob o conhecimento a priori, a sua própria maneira de agir, sem a doutrina ou tutela de outrem.
Kant afirma que é difícil para o homem sozinho livrar-se dessa menoridade, pois ela se apossou dele como uma segunda natureza. Aquele que tentar sozinho terá inúmeros impedimentos, pois seus tutores sempre tentarão impedir que ele experimente tal liberdade. Para Kant, são poucos aqueles que conseguem pelo exercício do próprio espírito libertar-se da menoridade.[carece de fontes?]

## Juízos

### Juízo analítico
É formado quando o predicado repete o conteúdo formal do sujeito, desenvolvendo-o. Thonnard dá o exemplo da frase ”o corpo é uma substância extensa”, que representa uma tautologia e é incapaz de fazer progredir a ciência, pois não é um juízo científico, mas analítico. A frase mencionada, para Kant não passa de um princípio de contradição, que é apenas a regra negativa dos juízos. A conclusão à que chegamos é que todo o juízo implicando contradição é errôneo, mas a ausência de contradição não basta para que um juízo seja verdadeiro ou científico, porque, segundo Thonnard, o puro conceito, mesmo analisado, não contém verdade alguma.

### Juízo sintético
É formado quando o predicado é estranho ao conteúdo formal do sujeito e lhe é atribuído por uma razão diferente da análise desse conteúdo. A frase ” todo ser é inteligível” é um juízo sintético, pois a inteligibilidade é um fato especial da inteligência, que não é necessariamente exigida pela noção de ser. O juízo sintético é àquele que vai enriquecer e avançar a ciência.

### Juízo estético

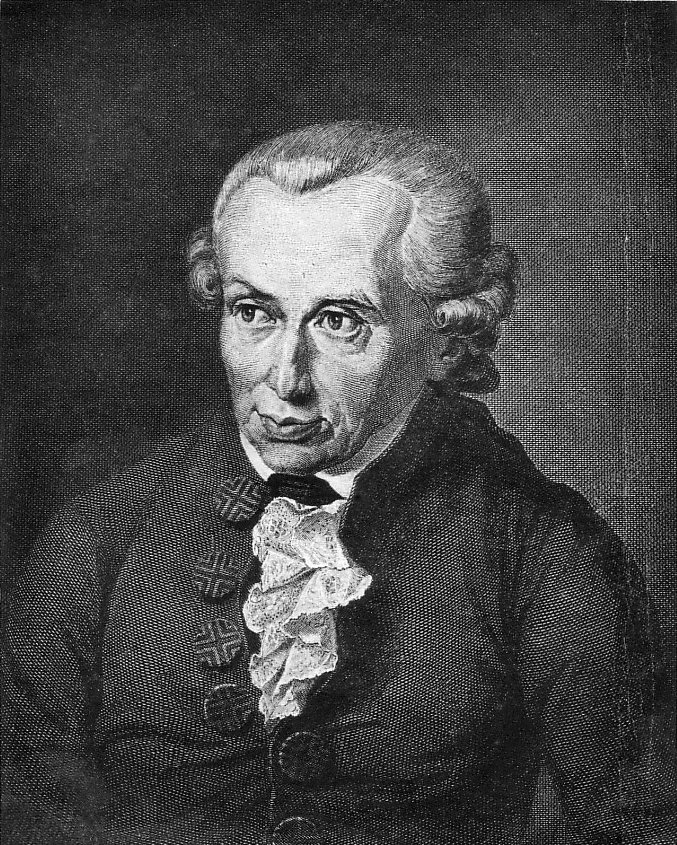
Immanuel Kant
Por J. L. Raab, baseado em pintura de Döbler

O juízo estético é abordado no livro "Crítica da Faculdade do Juízo". De acordo com Kant para se ter uma investigação crítica a respeito do belo, devemos estar orientados pelo poder de julgar. E a indagação básica que move essa investigação crítica a respeito do belo é: existe algum valor universal que conceitue o belo e que reivindique que outras pessoas, a partir da minha apreciação de uma forma bela da natureza ou da arte, confirmem essa posição? Ou então somos obrigados a admitir que todo objeto que julgamos como sendo belo é uma valoração subjetiva?
O poder de julgar, pertencendo a todo sujeito, é universal e congraça o julgamento estético, especulativo e prático. Portanto a investigação crítica que Kant se refere diz respeito às possibilidades e limitações das faculdades subjetivas que agem sob princípios formulados e que pertencem à essência do pensamento.
Como podemos desnudar o fenômeno que explica o nosso gosto? Se fizermos uma experiência com vários indivíduos e o defrontarmos com um objeto de arte, observaremos que as impressões causadas serão as mais diversas. Então chegaremos à conclusão de que a observação atenta e valorativa daquele objeto, somada as diferentes opiniões que foram apresentadas pelos indivíduos, nos dá respaldo para afirmar que o gosto tem que ser discutido. Para Kant apenas sobre gosto se discute, ao passo que, representa uma reivindicação para tornar universal um juízo subjetivo.
A universalidade do juízo estético é detectada por envolver um exercício persuasivo de convencimento de outro sujeito que aquela determinada forma da natureza ou da arte é bela. E, dessa forma, torna aquele valor universal. Os sujeitos têm em comum um princípio de avaliação moral livre que determina a avaliação estética e, portanto, julga o belo como universal.
O juízo estético está relacionado ao prazer ou desprazer que o objeto analisado nos imprime e, como se refere Kant, o belo "é o que agrada universalmente, sem relação com qualquer conceito". Essa situação fica bem evidente quando visitamos um museu. Digamos que essa experiência fosse realizada no Museu do Louvre, em Paris, com o quadro Monalisa. Se nos colocarmos como observador, perceberemos que os mais diversos comentários serão tecidos a cerca dessa obra tão famosa.
Detendo-nos na análise dos comentários favoráveis notaremos que, ratificando Kant, o belo não está arraigado em nenhum conceito. Pois, dos vários indivíduos que vão apreciar a obra de Leonardo da Vinci, encontraremos desde pessoas especializadas em arte até leigos, como eu ou você, que vão empregar cada qual um conceito, de acordo com a percepção, após a contemplação da Monalisa. Então isso comprova que não existe uma definição exata a cerca do belo, mas sim um sentimento que é universal e necessário.
Em sua "Crítica da Faculdade do Juízo", Kant também discorre sobre o Juízo Reflexionante, no tocante à observação da natureza. Kant reconhece que, nas ciências baseadas na observação empírica, existem diversas leis, padrões e comportamentos regulares que não são determinados analiticamente a partir das leis a priori do entendimento. Para garantir a necessidade dessas leis empíricas, ele lança mão do juízo reflexionante, o qual, “comparável à indução científica, [...] procede da diversidade particular das leis a um princípio unificador transcendental”. Esse ideal de organização sistemática nos encaminha a considerar a existência de um propósito maior, que possibilite uma experiência unificada para o entendimento da natureza. Tal raciocínio leva esse filósofo a reconhecer a necessidade de uma ideia de finalidade que englobe toda a natureza enquanto tal (e que, no caso tratado, seria também responsável pela harmonia observável no mundo natural).
Note-se que a referida ideia de finalidade atribuída ao mundo natural é apenas um princípio regulador, sem meios de ser comprovada a priori por nosso aparato cognitivo, mas a qual precisamos adotar para resolver nossas questões práticas de conhecimento. Devemos estar sempre conscientes de que se trata de uma pressuposição, mas não de imputação como tal. Em vez de afirmar que existe realmente essa finalidade, afirmaríamos que tudo se passa como se a mesma existisse.
É nesses termos que se torna coerente a tese de que nunca poderia haver um “Newton dos Talos de Grama”, pois a Física, definida com base em conceitos puros do entendimento a priori, estaria em um grau de certeza superior aos conhecimentos que necessitam da suposição de um princípio regulador teleológico (visto ser necessário supor que a grama tem como finalidade o seu próprio crescimento).
O juízo teleológico terá uma importância primordial na obra kantiana, visto que somente a partir dele será possível intermediar a causalidade natural com a finalidade moral. Enfim, o juízo teleológico conseguirá transitar da ideia de uma harmonia interna ao sujeito transcendental (das faculdades mentais subjetivas, que é a pressuposição para o juízo estético), para uma harmonia que resida na própria natureza. E para falar de uma finalidade em um objeto da natureza, é preciso que esse objeto seja causa final de si mesmo, de maneira que o “nexo das partes seja tal que cada parte pareça determinada pelo todo; e o todo, por seu turno, não seja possível senão pelas partes”. Os principais exemplos dos objetos em questão serão os seres orgânicos, os quais se organizam a si mesmos e, no contexto mais amplo, formam uma harmonia maior: o ambiente natural.
Consequencialmente, Kant define dois métodos para se investigar a natureza. Primeiro, o conhecimento discursivo fundado nas causas eficientes e, portanto, no determinismo causal, cujo exemplo é a física; e, em segundo lugar, de um entendimento intuitivo, que inicia por supor finalidades em um ser vivo, ou mesmo na natureza enquanto todo orgânico para, em seguida, investigar suas partes.
O juízo teleológico que, como vimos, está ancorado no juízo reflexionante, é imprescindível para o estudo concernente aos fenômenos vitais. Embora não possamos aplicá-lo com o rigor de uma causa eficiente, conforme se faz na física, o juízo em foco deve ser um fio condutor para o cientista da natureza, para que ele compreenda os seres vivos e o ambiente natural.

### A paz perpétua
A paz perpétua trata que o direito cosmopolítico deve circunscrever-se às condições de uma hospitalidade universal. Dessa forma, Kant traz no terceiro artigo definitivo de um tratado de paz perpétua, o fato de que existe um direito cosmopolitano relacionado com os diferentes modos do conflito dos indivíduos intervirem nas relações com outros indivíduos. A pessoa que está em seu território, no seu domínio, pode repelir o visitante se este interfere em seu domínio.
No entanto, caso o visitante mantenha-se pacífico, não seria possível hostilizá-lo. Também, não se trata de um direito que obrigatoriamente o visitante poderia exigir daquele que o tem assim, mas sim, de um direito que persiste em todos os homens, o do direito de apresentar-se na sociedade.
O direito de cada um na superfície terrestre pode ser limitada no sentido da superfície. Já o indivíduo deve tolerar a presença do outro, sem interferir nele, visto que tal direito persiste a toda espécie humana. Então, o direito da posse comunitária da superfície terrestre pertence a todos aqueles que gozam da condição humana, existindo uma tolerância de todos a fim de que se alcance uma convivência plena.
Veja que o ato de hostilidade está presente no ato do direito de hospitalidade. Mesmo que o espaço seja limitado, os indivíduos devem se comportar pacificamente com o intuito de se alcançar a paz de convívio mútuo. O relacionamento entre as pessoas está na construção dos direitos de cada um, sendo indispensável para a compreensão do direito cosmopolítico de modo a garantir as condições necessárias para termos uma hospitalidade universal.
Por fim, a não violação do direito cosmopolitano e o direito público da humanidade criará condições para o favorecimento da paz perpétua, proporcionando a esperança de uma possível aproximação do estado pacífico.

### Crítica
Apesar de ter adaptado a ideia de uma filosofia crítica, cujo objectivo primário era "criticar" as limitações das nossas capacidades intelectuais, Kant foi um dos grandes construtores de sistemas, levando a cabo a ideia de crítica nos seus estudos da metafísica, ética e estética.
Uma citação famosa - "o céu estrelado sobre mim e a lei moral dentro de mim" - é um resumo dos seus esforços: ele pretendia explicar, numa teoria sistemática, aquelas duas áreas. Isaac Newton tinha desenvolvido a teoria da física sob a qual Kant queria edificar a filosofia. Esta teoria envolvia a assunção de forças naturais de que os homens não se apercebem, mas que são usadas para explicar o movimento de corpos físicos.
O seu interesse na ciência também o levou a propor em 1755 que o sistema solar fora criado a partir de uma nuvem de gás na qual os objectos se condensaram devido à gravidade. Esta Hipótese Nebular é amplamente reconhecida como a primeira teoria moderna da formação do sistema solar e é precursora das actuais teorias da formação estelar.

### Metafísica e epistemologia de Kant

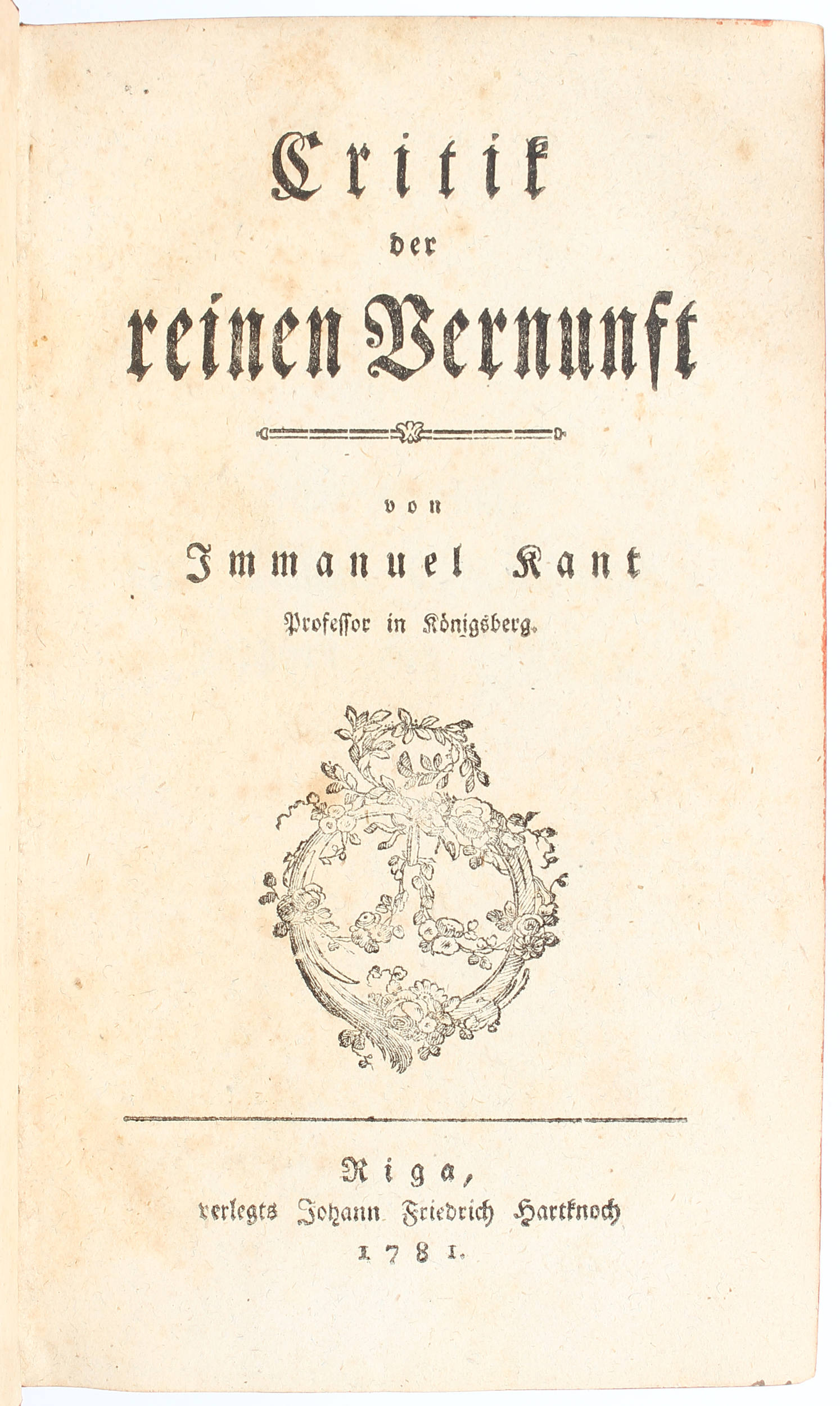
Capa da obra Crítica da Razão Pura, 1781

O livro mais lido e mais influente de Kant é a Crítica da Razão Pura (1781). De acordo com o próprio autor, a obra, também conhecida como "primeira crítica", é resultado da leitura de David Hume e do seu despertar do "sono dogmático", a saber: Kant se perguntou como são possíveis juízos sintéticos a priori? Para responder a essa pergunta, Kant escreveu esse livro portentoso, de mais de 800 páginas.
Na primeira crítica, Kant vai mostrar que tempo e espaço são formas fundamentais de percepção (formas da sensibilidade) que existem como ferramentas da mente, mas que só podem ser usadas na experiência.
Tente imaginar alguma coisa que existe fora do tempo e que não tem extensão no espaço. A mente humana não pode produzir tal ideia. Nada pode ser percebido excepto através destas formas, e os limites da física são os limites da estrutura fundamental da mente. Assim, já vemos que não podemos conhecer fora do espaço e do tempo.
Mas além das formas da sensibilidade, Kant vai nos dizer que há também o entendimento, que seria uma faculdade da razão. O entendimento nos fornece as categorias com as quais podemos operar as sínteses do diverso da experiência.
Assim, como são possíveis juízos sintéticos a priori? São possíveis porque há uma faculdade da razão - o entendimento - que nos fornece categorias a priori - como causa e efeito - que nos permitem emitir juízos sobre o mundo.
Contudo, diz Kant, as categorias são próprias do conhecimento da experiência. Elas não podem ser empregadas fora do campo da experiência. Daí porque, na filosofia crítica de Kant, não nos é possível conhecer "a coisa em si", ou aquilo que não está no campo fenomenológico da experiência.
Na perspectiva de Kant, há, por isso, o conhecimento a priori de algumas coisas, uma vez que a mente tem que ter estas categorias, de forma a poder compreender a massa sussurrante de experiência crua, não-interpretada que se apresenta às nossas consciências. Em segundo lugar, ela remove o mundo real (a que Kant chamou o mundo numenal ou númeno) da arena da percepção humana.
Kant denominou a filosofia crítica de "idealismo transcendental". Apesar da interpretação exacta desta frase ser contenciosa, uma maneira de a compreender é através da comparação de Kant, no segundo prefácio à "Crítica da Razão Pura", da filosofia crítica com a revolução copernicana na astronomia.
| “ | Até aqui, foi assumido que todo o nosso conhecimento deve conformar-se aos objectos. Mas todas as nossas tentativas de estender o nosso conhecimento de objectos pelo estabelecer de qualquer coisa a priori a seu respeito, por meios de conceitos, acabaram, nesta suposição, por falhar. Temos pois, por tentativas, que ver se temos ou não mais sucesso nas tarefas da metafísica, se supusermos que os objectos devem corresponder ao nosso conhecimento. | ” |

Tal como Nicolau Copérnico revolucionou a astronomia ao mudar o ponto de vista, a filosofia crítica de Kant pergunta quais as condições a priori para que o nosso conhecimento do mundo se possa concretizar.
O idealismo transcendental descreve este método de procurar as condições da possibilidade do nosso conhecimento do mundo. Mas esse idealismo transcendental de Kant deverá ser distinguido de sistemas idealistas, como os de Berkeley. Enquanto Kant acha que os fenómenos dependem das condições da sensibilidade, espaço e tempo, esta tese não é equivalente à dependência-mental no sentido do idealismo de Berkeley.
Para Berkeley, uma coisa é um objecto apenas se puder ser percepcionada. Para Kant, a percepção não é o critério da existência dos objectos. Antes, as condições de sensibilidade - espaço e tempo - oferecem as "condições epistémicas", para usar a frase de Henry Allison, requeridas para que conheçamos objectos no mundo dos fenómenos. Kant tinha querido discutir os sistemas metafísicos mas descobriu "o escândalo da filosofia": não se pode definir os termos correctos para um sistema metafísico até que se defina o campo, e não se pode definir o campo até que se tenha definido o limite do campo da física - física, no sentido de discussão do mundo perceptível.
Kant afirma, em síntese, que não somos capazes de conhecer inteiramente os objetos reais visto que o nosso conhecimento sobre os objetos reais é apenas fruto do que somos capazes de pensar sobre eles.

### Filosofia moral
Immanuel Kant desenvolveu a filosofia moral em três obras: "Fundamentação da Metafísica dos Costumes" (1785), 'Crítica da Razão Prática" (1788) e "Crítica do Julgamento" (1790).
Nesta área, Kant é provavelmente mais bem conhecido pela teoria sobre uma obrigação moral única e geral, que explica todas as outras obrigações morais que temos: o imperativo categórico.
| “ | Age de tal modo que a máxima da tua ação se possa tornar princípio de uma legislação universal. | ” |

O imperativo categórico, em termos gerais, é uma obrigação incondicional, ou uma obrigação que temos independentemente da nossa vontade ou desejos (em contraste com o imperativo hipotético).
As nossas obrigações morais podem ser resultantes do imperativo categórico. O imperativo categórico pode ser formulado em três formas, que ele acreditava serem mais ou menos equivalentes (apesar de opinião contrária de muitos comentadores):
- § A primeira formulação (a fórmula da lei universal) diz: "Age somente em concordância com aquela máxima através da qual tu possas ao mesmo tempo querer que ela venha a se tornar uma lei universal";
- § A segunda fórmula (a fórmula da humanidade) diz: "Age por forma a que uses a humanidade, quer na tua pessoa como de qualquer outra, sempre ao mesmo tempo como fim, nunca meramente como meio";
- § A terceira fórmula (a fórmula da autonomia) é uma síntese das duas prévias. Diz que deveremos agir por forma a que possamos pensar de nós próprios como leis universais legislativas através das nossas máximas. Podemos pensar em nós como tais legisladores autônomos apenas se seguirmos as nossas próprias leis.

Resumo do imperativo categórico de Kant, segundo a recepção do filósofo alemão Habermas:
"O Imperativo Categórico, segundo Kant, pode ser entendido como um princípio que exige a possibilidade de universalizar as maneiras de agir e também as máximas ou, antes, os interesses que elas levam em conta (e que, por conseguinte, tomam corpo nas normas da ação). Kant, por isso, quer eliminar como inválidas todas as normas que 'contradizem' essa exigência do Imperativo Categórico" (HABERMAS, Jürgen. Livro: Consciência moral e agir comunicativo. Edição de 1989. Editora: Tempo Brasileiro. Capítulo III, p. 84).

### A geografia em Kant
Além de seu trabalho filosófico, Kant também foi professor de física, antropologia, geografia, lógica, metafísica e outras disciplinas. A contribuição de Kant à geografia deu-se tanto por seu trabalho como professor geógrafo, quanto também por suas reflexões sobre o papel da geografia no estudo dos fenômenos naturais, dentro de seu sistema filosófico sobre o conhecimento humano.
O curso de Geografia Física, ministrado por Kant, era ofertado no período inicial dos cursos universitários e tinha como proposta apresentar aos alunos um “sumário da natureza”, ou seja, um quadro geral do saber humano mostrando ser possível conhecer o mundo de uma maneira integrada e sistemática. Esse quadro geral, além de propiciar ao aluno uma base de conhecimentos empíricos, necessários para os raciocínios e pesquisas científicos posteriores de seu curso, também consistiria em um primeiro contato com o que seria uma propedêutica do conhecimento científico do mundo.
Kant nunca publicou um livro específico sobre o seu curso de geografia. Porém, ao fim de sua vida, permitiu que um antigo aluno publicasse uma obra contendo as notas de sua disciplina. Essa publicação autorizada condensa muito do conhecimento geográfico existente na época de Kant e torna-se um dos livros referenciais na história do pensamento geográfico.
Kant identificava a geografia em cinco partes, a saber: Geografia Matemática (forma, dimensão, e movimento da Terra), Geografia Moral (os costumes e o caráter do homem em relação ao meio ambiente), Política, Mercantil (comercial), e Teológica (a distribuição das religiões).
Em sua obra filosófica, cumpre destacar duas grandes contribuições à geografia: a classificação da geografia como ciência dentro do esquema do conhecimento humano e as obras kantianas que tratam sobre o tema da observação e do estudo dos fenômenos naturais.
Kant nos apresenta duas definições da geografia. Na primeira, nos define a geografia como a ciência da diferenciação da crosta terrestre. Na segunda, seria a ciência responsável pela descrição das coisas em termos de espaço. Essa segunda definição será de grande relevância para classificação científica da geografia dentro do sistema kantiano, devido à importância da intuição de espaço na teoria do conhecimento de sua obra “Crítica da Razão Pura”. Enquanto a história seria a responsável pela descrição temporal dos fenômenos, cabe à geografia a descrição dos dados em sua organização espacial. Essa organização confere um status de especificidade ao método geográfico (descrição espacial), que lhe assegura um lugar no rol das ciências.
Kant também classificou as ciências quanto ao seu objeto, dividindo-as em ciências específicas (de um só objeto) e ciências de síntese, sendo que estas últimas seriam responsáveis por aglutinar e integrar os conhecimentos das demais ciências. À geografia cabe o título de ciência de síntese dos fenômenos naturais, enquanto à antropologia cabe o de síntese dos conhecimentos sobre a estrutura humana. Nesse tocante, cabe ressaltar que os fenômenos naturais, objeto da geografia, abarcavam todos os fenômenos perceptíveis, inclusive a observação da sociedade humana sobre o espaço.

## Influência e legado
A influência de Kant no pensamento ocidental foi profunda. Embora os princípios básicos do idealismo transcendental de Kant (ou seja, que o espaço e o tempo são formas a priori da percepção humana em vez de propriedades reais e a afirmação de que a lógica formal e a lógica transcendental coincidem) tenham sido considerados falsificados pela ciência moderna e lógica, e não mais definir a agenda intelectual dos filósofos contemporâneos, Kant é creditado por ter inovado a maneira como a investigação filosófica foi realizada pelo menos até o início do século XIX.

## Obras
Salvo indicação em contrário, todas as citações são de The Cambridge Edition of the Works of Immanuel Kant in English Translation, 16 vols., ed. Guyer, Paul, and Wood, Allen W. Cambridge: Cambridge University Press, 1992. As citações no artigo são de obras individuais por abreviaturas na Lista de obras principais abaixo.
- Lectures on Logic. Ed. e trad. J. Michael Young. Cambridge: Cambridge University Press, 1992.
- Opus postumum. Ed. Eckart Förster, trad. Eckart Förster e Michael Rosen. Cambridge: Cambridge University Press, 1993
- Practical Philosophy. Ed. e trad. Mary J. Gregor. Cambridge: Cambridge University Press, 1996.
- Religion and Rational Theology. Ed. e trad. Allen W. Wood e George di Giovanni. Cambridge: Cambridge University Press, 1996
- Lectures on Metaphysics. Ed. e trad. Karl Ameriks e Steve Naragon. Cambridge: Cambridge University Press, 1997.
- Lectures on Ethics. Ed. Peter Heath e J.B. Schneewind, trad. Peter Heath. Cambridge: Cambridge University Press, 1997.
- Critique of Pure Reason. Ed. e trad. Paul Guyer e Allen W. Wood. Cambridge: Cambridge University Press, 1998.
- Correspondence. Ed. e trad. Arnulf Zweig. Cambridge: Cambridge University Press, 1999.
- Critique of the Power of Judgment. Ed. Paul Guyer, trad. Paul Guyer e Eric Matthews. Cambridge: Cambridge University Press, 2000.
- Theoretical Philosophy after 1781. Ed. Henry Allison e Peter Heath, trad. Gary Hatfield, Michael Friedman, Henry Allison, e Peter Heath. Cambridge: Cambridge University Press, 2002.
- Notes and Fragments. Ed. Paul Guyer, trad. Curtis Bowman, Paul Guyer, e Frederick Rauscher. Cambridge: Cambridge University Press, 2005.
- Anthropology, History, and Education, Ed. Günter Zöller e Robert B. Louden (Cambridge: Cambridge University Press, 2007).
- Lectures on Anthropology, Ed. Allen W. Wood e Robert B. Louden (Cambridge: Cambridge University Press, 2012).
- Natural Science, Ed. por Eric Watkins (Cambridge: Cambridge University Press, 2012).

### Lista das principais obras
As abreviações usadas no corpo do artigo estão em negrito entre colchetes. Salvo indicação em contrário, a paginação é para a edição crítica da Akademie, que pode ser encontrada nas margens das traduções de Cambridge.
- 1749: Reflexões Sobre a Verdadeira Estimativa das Forças Vivas (Gedanken von der wahren Schätzung der lebendigen Kräfte)
- 1755: História Natural Universal e Teoria dos Céus [HNU] (Allgemeine Naturgeschichte und Theorie des Himmels)
- 1755: Breve Sumário de Certas Meditações Sobre o Fogo (Meditationum quarundam de igne succinta delineatio (tese de mestrado sob orientação de Johann Gottfried Teske))[38][39][40][41]
- 1755: Uma Nova Elucidação dos Primeiros Princípios da Cognição Metafísica (Principiorum primorum cognitionis metaphysicae nova dilucidatio (tese de doutorado))[42][c]
- 1756: O Uso na Filosofia Natural da Metafísica Combinada com a Geometria, Parte I: Monadologia Física [MF] (Metaphysicae cum geometrica iunctae usus in philosophia naturali, cuius specimen I. continet monadologiam physicam, abreviado como Monadologia Physica (tese pré-requisito para professor associado))[43]
- 1762: A Falsa Sutileza das Quatro Figuras Silogísticas (Die falsche Spitzfindigkeit der vier syllogistischen Figuren)
- 1763: O Único Argumento Possível em Apoio a uma Demonstração da Existência de Deus (Der einzig mögliche Beweisgrund zu einer Demonstration des Daseins Gottes)
- 1763: Tentativa de Introduzir o Conceito de Magnitudes Negativas na Filosofia [NQ] (Versuch den Begriff der negativen Größen in die Weltweisheit einzuführen)
- 1764: Observações Sobre o Sentimento do Belo e do Sublime [OSBS] (Beobachtungen über das Gefühl des Schönen und Erhabenen)
- 1764: Ensaio Sobre a Doença da Cabeça (Über die Krankheit des Kopfes)
- 1764: Inquérito sobre a Distinção dos Princípios da Teologia Natural e da Moralidade (o Ensaio do Prêmio) [PTNM] (Untersuchungen über die Deutlichkeit der Grundsätze der natürlichen Theologie und der Moral)
- 1766: Sonhos de um Espírito-Vidente [SEV] (Träume eines Geistersehers)[44]
- 1768: Sobre o Fundamento Final da Diferenciação das Regiões no Espaço [1768] (Von dem ersten Grunde des Unterschiedes der Gegenden im Raume)[45]
- 1770: Dissertação sobre a Forma e os Princípios do Sensível e do Mundo Inteligível [ID] (De mundi sensibilis atque intelligibilis forma et principiis [tese de doutorado])[46][47][48]
- 1775: Sobre as Diferentes Raças do Homem (Über die verschiedenen Rassen der Menschen)
- 1781: Primeira edição da Crítica da Razão Pura [CPuR A][49] (Kritik der reinen Vernunft)[50]
- 1783: Prolegômenos Para Qualquer Futura Metafísica [PFM] (Prolegomena zu einer jeden künftigen Metaphysik)
- 1784: "Uma Resposta à Pergunta: O Que é Iluminismo?" [WE?] ("Beantwortung der Frage: Was ist Aufklärung?")[51]
- 1784: "Ideia para uma História Universal com um Propósito Cosmopolita" [UH] ("Idee zu einer allgemeinen Geschichte in weltbürgerlicher Absicht")
- 1785: Fundamento da Metafísica dos Costumes [G] (Grundlegung zur Metaphysik der Sitten)
- 1786: Fundamentos Metafísicos da Ciência Natural [FMCN] (Metaphysische Anfangsgründe der Naturwissenschaft)
- 1786: "O que significa orientar-se no pensamento?" [OT]("Was heißt: sich im Denken orientieren?")
- 1786: Início Conjectural da História Humana [CB] (Mutmaßlicher Anfang der Menschengeschichte)
- 1787: Segunda edição da Crítica da Razão Pura [CPuR B][52] (Kritik der reinen Vernunft)[53]
- 1788: Crítica da Razão Prática [CPracR] (Kritik der praktischen Vernunft)[54]
- 1790: Crítica do Julgamento [CPJ] (Kritik der Urteilskraft)[55]
- 1793: Religião nos Limites da Simples Razão [RBMR] (Die Religion innerhalb der Grenzen der bloßen Vernunft)[56][57]
- 1793: Sobre o Velho Ditado: Isso Pode Estar Certo na Teoria, Mas Não Funcionará na Prática [TP] (Über den Gemeinspruch: Das mag in der Theorie richtig sein, taugt aber nicht für die Praxis)
- 1795: A Paz Perpétua: Um Projeto Filosófico[58] [PP] ("Zum ewigen Frieden")[59]
- 1797: Metafísica dos Costumes [MM] (Metaphysik der Sitten). A primeira parte é A Doutrina do Direito, que muitas vezes tem sido publicada separadamente como A Ciência do Direito.
- 1798: Antropologia de um Ponto de Vista Pragmático [APPV] (Anthropologie in pragmatischer Hinsicht)
- 1798: Conflito de Faculdades [CF][60] (Der Streit der Fakultäten)[61]
- 1800: Lógica (Logik)
- 1803: Sobre a Pedagogia (Über Pädagogik)[62]
- 1804: Opus Postumum [OP]
- 1817: Palestras sobre Teologia Filosófica (Immanuel Kants Vorlesungen über die philosophische Religionslehre edited by K.H.L. Pölitz) [A edição inglesa de A.W. Wood & G.M. Clark (Cornell, 1978) baseia-se na segunda edição de Pölitz, 1830, dessas palestras.][d]

### Obras reunidas em alemão
Wilhelm Dilthey inaugurou a edição da Academia (a Akademie-Ausgabe abreviada como AA ou Ak) dos escritos de Kant (Gesammelte Schriften, Königlich-Preußische Akademie der Wissenschaften, Berlim, 1902–38) em 1895, e serviu como seu primeiro editor. Os volumes são agrupados em quatro seções:
- I. Os escritos publicados de Kant (vols. 1–9),
- II. Correspondência de Kant (vols. 10–13),
- III. Restos literários de Kant, ou Nachlass (vols. 14–23), e
- IV. Notas dos alunos das palestras de Kant (vols. 24–29).

Uma versão eletrônica também está disponível: Elektronische Edition der Gesammelten Werke Immanuel Kants (vols. 1–23).